# Gefecht am Ticinus
Saguntum – Lilybaeum II – Rhone – Ticinus – Trebia – Cissa – Trasimenischer See – Ager Falernus – Geronium – Cannae – Nola I – Nola II – Ibera – Cornus – Nola III – Beneventum I – Syrakus – Tarentum I – Capua I – Beneventum II – Silarus – Herdonia I – Obere Baetis – Capua II – Herdonia II – Numistro – Asculum – Tarentum II – Neu Karthago – Baecula – Grumentum – Metaurus – Ilipa – Crotona – Große Felder – Cirta – Zama
Das Gefecht am Ticinus wurde zwischen den Truppen des karthagischen Feldherrn Hannibal und Publius Cornelius Scipio im November 218 v. Chr. ausgetragen. Scipio hatte in diesem Jahr das Amt eines der beiden Konsuln der römischen Republik inne. Das Gefecht hat seinen Namen von dem nahegelegenen Fluss Ticinus (deutsch Tessin) bekommen. Es war das erste Gefecht des zweiten Punischen Krieges, das auf italienischem Boden ausgetragen wurde.

## Vorgeschichte
Nachdem Hannibal Spanien auf dem Landweg in Richtung Italien verlassen hatte, führte Scipio seine Legionen über den Seeweg nach Massilia (Marseille), um Hannibal vorzeitig zu stoppen. Die zwei Armeen kreuzten ihren Weg nahe der Rhone, Scipio konnte jedoch die Armee Hannibals nicht vom Überqueren der Alpen abhalten. Er teilte seine Legionen auf. Einen Teil schickte er, geführt durch seinen Bruder Gnaeus Cornelius Scipio Calvus, weiter nach Spanien, um dort die Karthager unter Führung von Hasdrubal Barkas, einem Bruder Hannibals, zu bekämpfen. Scipio selbst kehrte mit einem kleinen Rest der Armee auf dem Seeweg nach Genua zurück. Er wollte sich mit einer Armee, die am Po lagerte, zusammentun und Hannibal nach seiner Alpenüberquerung in Gallia Transpadana stellen.
Im Oktober 218 v. Chr. erreichte Hannibal Italien. Er versuchte, die dort ansässigen gallischen Stämme, u. a. die Bojer, für seine Sache zu gewinnen. Als Hannibal von Scipios Rückkehr nach Italien erfuhr, zog er ihm unverzüglich entgegen. Auch Scipio war gewillt, sich sofort Hannibal zu stellen. Er überquerte auf einer selbst errichteten Brücke den Po und schlug nahe dem Fluss Ticinus (ein Nebenfluss des Po) sein Lager auf, unweit vom Lager Hannibals. Nach dem Historiker Emilio Gabba bauten die Römer in Pavia eine Brücke über den Ticinus (wo im 1. Jahrhundert vor Christus eine gemauerte Brücke gebaut wurde). Nachdem sie den Fluss überquert hatten, folgten sie der Straße, die am Ufer des Flusses Po entlangführte, bis sie in der Nähe des heutigen Lomello ankamen, wo die Schlacht stattfand. Nach anderen Gelehrten, wie John Lazenby, fand die Schlacht in der Nähe von Pavia statt.

## Das Gefecht

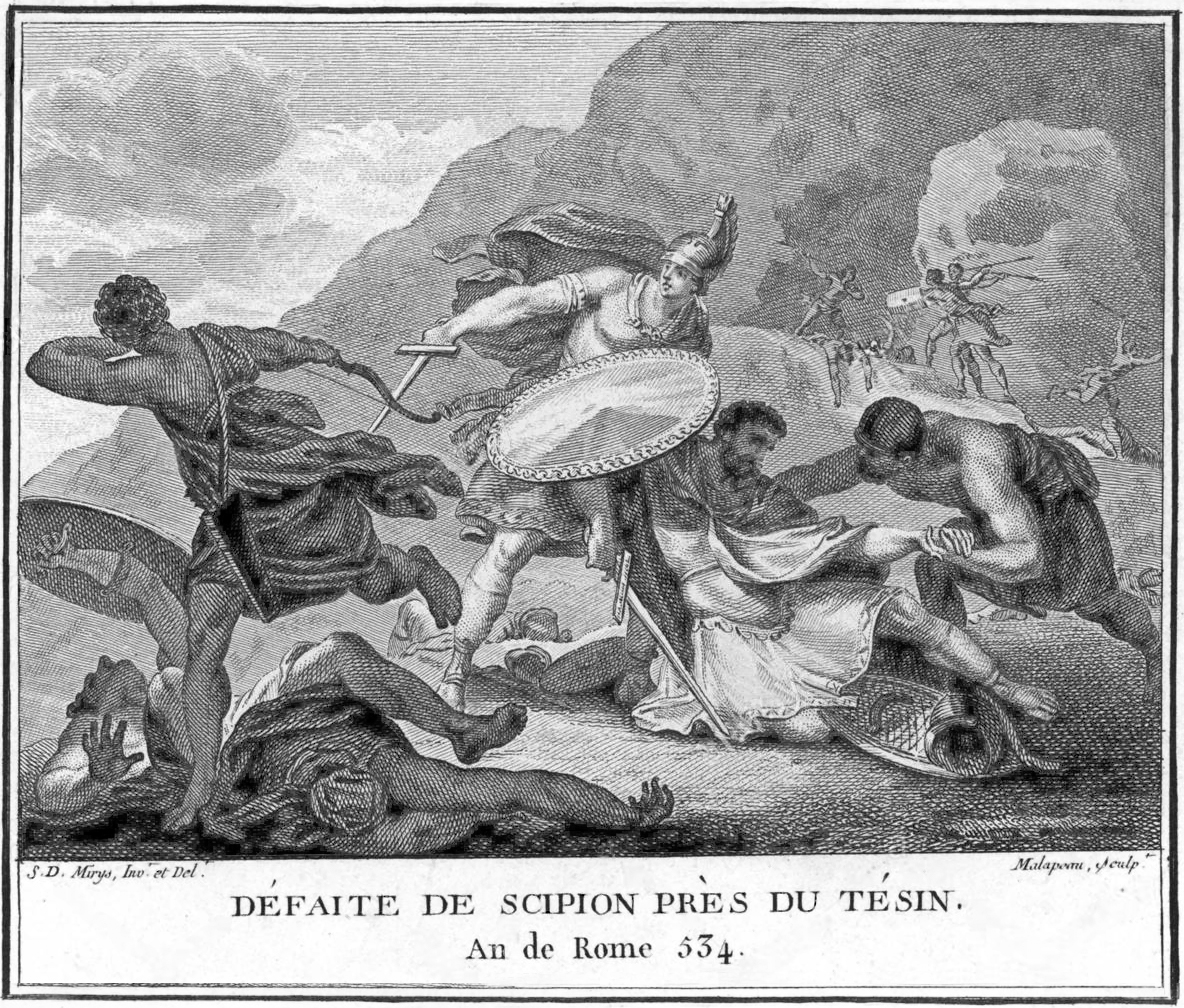
Kupferstich von Augustyn Mirys

In den darauffolgenden Tagen brachen Hannibal und Publius Scipio persönlich mit größtenteils aus Kavallerieeinheiten bestehenden Aufklärungstrupps auf, um die jeweilige Gegenseite auszukundschaften. Scipio nahm außer Reitern eine Einheit leichter, zu Fuß marschierender Speerschützen (iaculatores) mit. Als die feindlichen Heere aufeinandertrafen, formierten sie sich zur Schlacht. Es entbrannte ein Reitergefecht, an dessen Beginn die Truppen Hannibals so schnell angriffen, dass die auf römischer Seite in Front stehenden Speerschützen aus Bestürzung vor der ungestümen Attacke sowie ihrer Angst, niedergeritten zu werden, sofort hinter ihre eigenen Schwadronen zurückflüchteten. Danach stieß der Hauptteil der feindlichen Kavallerien aufeinander, ohne dass zunächst eine Seite einen Vorteil erringen konnte. Hannibal hatte aber auf seinen beiden Flügeln die numidischen Reiter positioniert, die nach einem Umgehungsmanöver den Gegnern in den Rücken fielen und die Speerschützen niederstreckten, woraufhin auch die römischen Reiter flohen.
Während des Kampfes war der Konsul Scipio schwer verwundet worden. Laut dem römischen Historiker Titus Livius und dem griechischen Geschichtsschreiber Polybios rettete Scipios 18-jähriger Sohn Publius Cornelius Scipio Africanus seinem Vater das Leben (Bild links). Allerdings erwähnt Livius auch, dass Lucius Coelius Antipater diese Rettung des Konsuls einem ligurischen Sklaven zuschrieb. Coelius’ Quelle war wohl Hannibals Historiograph Silenos von Kaleakte. Eine Anzahl römischer Reiter nahm ihren verwundeten Befehlshaber in ihre Mitte, bildete einen menschlichen Schutzschild und brachte ihn ins Lager zurück.

## Die Folgen des Gefechts
Die Verluste waren auf beiden Seiten sehr gering. Scipio entschied sich dennoch, in derselben Nacht sein Lager in aller Stille abzubrechen und zurück über den Po in die neu gegründete Kolonie Placentia (heute Piacenza) zu marschieren. Hannibal folgte ihm und erreichte Tage später auch die Gegend von Placentia. Scipio vermied es, Hannibal anzugreifen.
Die Gallier sahen dies als Zeichen von Schwäche an. In einer Nacht liefen ca. 2200 Mann gallischer Hilfstruppen aus der Armee Scipios zum Feind über. Scipio ließ wieder das Lager abbrechen und verlegte es in die Nähe des Flusses Trebia auf eine leichte Anhöhe. Er erhoffte sich daraus einen taktischen Vorteil. Dort stieß er in der Schlacht an der Trebia wieder auf Hannibal.

## Kunst und Geschichte
Ein namentlich nicht bekannter Künstler hat die Rettung Scipios durch seinen Sohn im Gefecht am Ticinus in ein Gemälde umgesetzt. Das Gemälde The Battle of Ticinus hängt im Louvre.